# Wilfrid Stinissen
Wilfrid Stinissen (Anversa, 10 gennaio 1927 – Svalöv, 30 novembre 2013) è stato un presbitero, teologo e scrittore belga-olandese, appartenuto all'Ordine dei carmelitani scalzi.
Dal 1967 visse in Svezia, dove fondò con alcuni confratelli un monastero. È autore di una ventina di libri a carattere spirituale, molti dei quali tradotti in circa venti lingue.

## Opere (elenco parziale)
- Wilfrid Stinissen, La notte è la mia luce. La mistica nel quotidiano sulla scia di Giovanni della Croce, Roma, Città Nuova, 2004, ISBN 88-311-4285-2.
- Wilfrid Stinissen, Senti come soffia il vento. Meditazioni sullo Spirito Santo, Roma, Città Nuova, 2006, ISBN 88-311-4296-8.
- Wilfrid Stinissen, L'inizio è nel silenzio. Meditazioni per un anno, Roma, Città Nuova, 2007, ISBN 978-88-311-4407-0.
- Wilfrid Stinissen, Sulla via della Parola, Roma, Città Nuova, 2008, ISBN 978-88-311-4418-6.
- Wilfrid Stinissen, Vivere il tempo di Dio, Roma, Città Nuova, 2009, ISBN 978-88-311-4426-1.
- Wilfrid Stinissen, Più grande di tutto è l'amore, Roma, Città Nuova, 2010, ISBN 978-88-311-4433-9.